# أوليفر نيلسون
أوليفر نيلسون (بالإنجليزية: Oliver Nelson)‏ هو عازف ساكسفون وملحن أمريكي، ولد في 4 يونيو 1932 في سانت لويس في الولايات المتحدة، وتوفي في 28 أكتوبر 1975 في لوس أنجلوس في الولايات المتحدة بسبب نوبة قلبية.

## وصلات خارجية
- أوليفر نيلسون على موقع IMDb (الإنجليزية)
- أوليفر نيلسون على موقع ميوزك برينز (الإنجليزية)
- أوليفر نيلسون على موقع أول ميوزيك (الإنجليزية)
- أوليفر نيلسون على موقع ديسكوغز (الإنجليزية)
- أوليفر نيلسون على موقع قاعدة بيانات الفيلم (الإنجليزية)